# Großsulz
Großsulz ist eine Katastralgemeinde und Ortschaft von Kalsdorf bei Graz. Sie liegt im Süden von Kalsdorf und grenzt an Werndorf und Mellach.
Großsulz war bereits zur Römerzeit besiedelt. Erstmals urkundlich erwähnt wird Großsulz im Jahre 1139, also bereits 40 Jahre früher, als Kalsdorf. Erzbischof Konrad I. von Salzburg stellte am 10. Oktober des Jahres in Friesach ein Diplom aus, in dem er dem Stift Admont seinen Besitz bestätigt und unter den Schenkungen, die das Stift erhalten hatte, auch das Dorf Sulza anführt.
Im Jahre 1864, nach einem Brand, bei dem ein Großteil von Großsulz eingeäschert wurde, wurde die Ortskapelle von Großsulz errichtet. 1928 wurde die Kapelle mit einem steinernen Fußboden ausgestattet und 1930 bekam sie eine Glocke.

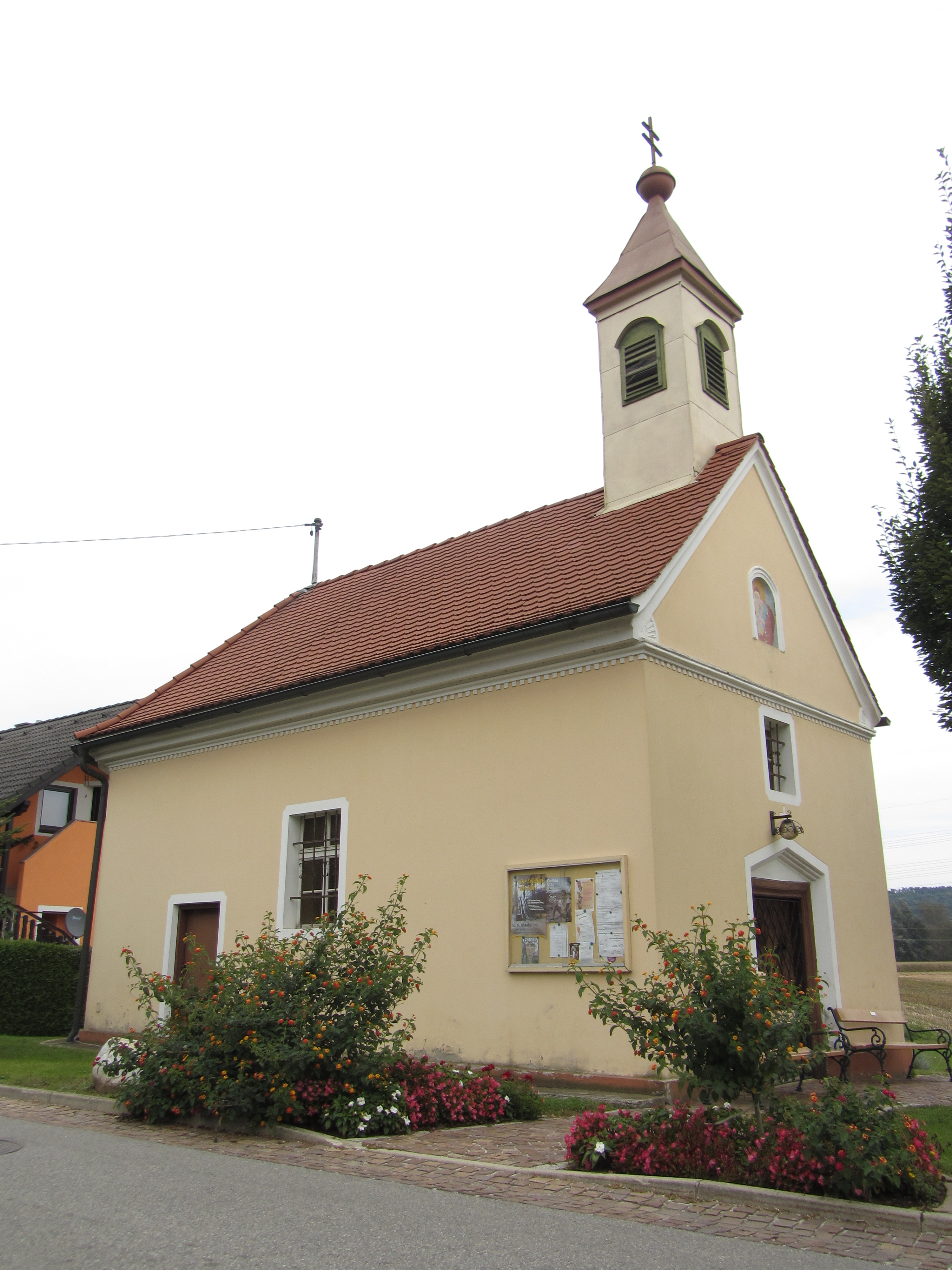
Kapelle Großsulz